# Concours musical international Reine Élisabeth de Belgique 2012
Le Concours musical international Reine Élisabeth de Belgique, session 2012, est consacré au violon.
Le Russe Andrey Baranov remporte le concours.
Le concerto imposé est Concerto pour violon et orchestre du Japonais Kenji Sakai.

## Lauréats
- Premier prix : Andrey Baranov (Russie)
- Deuxième prix : Tatsuki Narita (ja) (Japon)
- Troisième prix : Hyun Su Shin (Corée du Sud)
- Quatrième prix : Esther Yoo (États-Unis)
- Cinquième prix : Yu-Chien Tseng (en) (Taïwan)
- Sixième prix : Artiom Shishkov (Biélorussie)

Selon le règlement du concours, aucun classement n'est établi entre les finalistes au-delà du sixième prix. Les six derniers lauréats, listés par ordre alphabétique, sont :
- Ermir Abeshi (Albanie)
- Marc Bouchkov (nl) (Belgique)
- Nikki Chooi (en) (Canada)
- Dami Kim (Corée du Sud)
- Josef Špaček (en) (République tchèque)
- Nancy Zhou (en) (États-Unis)